# Sint-Petruskerk (Kopenhagen)
De Sint-Petruskerk (Deens: Sankt Petri Kirke; Duits: Sankt Petri Kirche) in Kopenhagen is de lutherse kerk voor de Duitstalige gemeenschap van de stad. De Sint-Petruskerk ligt in het centrum van Kopenhagen scheef tegenover de Onze-Lieve-Vrouwekerk op de hoek Ecke Nørregade/Sankt-Pederstræd in het Latinerkvarteret.

## Geschiedenis
Het kerkgebouw is de oudst bewaarde kerk van de binnenstad van Kopenhagen. De aan de apostel Petrus gewijde kerk was oorspronkelijk de dorpskerk van Serridslev, dat een deel van de huidige binnenstad besloeg, en werd voor het eerst in 1304 genoemd. Men gaat echter uit van het jaar 1200 als stichtingsdatum. De eerste kerk brandde af in 1380, maar de herbouw volgde snel. Toren, middenschip en koor van het huidige bouwwerk dateren uit het midden van de 15e eeuw.
Met de komst van de reformatie werd de kerk aan de eredienst onttrokken en kreeg het gebouw voor enige decennia de bestemming van klokken- en kanonnengieterij.
In 1585 droeg Frederik II de Petruskerk over aan zijn Duitstalige onderdanen. Het kerkgebouw werd gerenoveerd door de Vlaams-Deense bouwmeester Hans van Steenwinckel de Oude en al spoedig werd de kerk het centrum voor de politieke, economische en militaire elite die, net als het hof, voornamelijk Duitstalig was.
De snel groeiende parochie maakte herhaaldelijke uitbreiding van de kerk noodzakelijk. Christiaan IV liet in de 17e eeuw het zuidelijke en noordelijke dwarsschip bouwen, waardoor de kerk een kruisvorm kreeg. Tussen 1648 en 1740 werden de grafkapellen toegevoegd en tegen het einde van de 17e eeuw liet Christiaan V nog een noordelijk schip bouwen, dat na de restauratie in de jaren 1990 van de kerk werd afgescheiden en sindsdien de Christiaan V-zaal wordt genoemd.
De kerk werd zwaar beschadigd tijdens de grote stadsbrand in 1728. Het interieur ging verloren maar de buitenmuren van het gebouw bleven intact, zodat onder leiding van Johan Cornelius Krieger een snelle herbouw kon worden gerealiseerd. Aanvankelijk kreeg de kerktoren een barokke afsluiting, die in de jaren 1756-1757 vervangen werd door de huidige met koper bedekte spits. Tijdens de Slag om Kopenhagen in 1807 ondergingen de kerk en de grafkapellen nieuwe beschadigingen, maar de spits werd gered.
Spanningen tussen Denemarken en Duitsland cumuleerden in de 19e eeuw en leidden in 1848-1851 ten slotte tot de Eerste Duits-Deense Oorlog. Als gevolg hiervan raakte de kerk haar bijzondere status, leden, prestige en inkomsten kwijt.
Voor de kwijnende gemeente werd het uiteindelijk onmogelijk om het grote gebouw te onderhouden en in 1994 nam de staat de kerk weer onder haar hoede. De laatste zeer grondige restauratie van zowel de kerk als de grafkapellen werd in de jaren 1995-1999 uitgevoerd. Tegenwoordig is de kerk zowel verbonden aan de Evangelische Kerk in Duitsland als de Deense Volkskerk.

## Inrichting
In de kerk bevindt zich een schilderij van Hendrik Krock met een voorstelling van Christus op de Olijfberg. Een ander schilderij uit 1732 toont de verrijzenis van Christus. Ongedateerd is een schilderij van de hervormers. Het altaarschilderij werd door J.L. Lund (1819) gemaakt.
Het bronzen doopvont dateert uit 1830.
De kerk kreeg in 1938 een orgel van de orgelbouwer Sauer uit Frankfurt aan de Oder. Het orgel stond eerst op de westelijke galerij en werd tijdens de restauratie naar het noordelijk schip verplaatst. Het instrument heeft 42 registers verdeeld over drie manualen en vrij pedaal. De speel- en registertracturen zijn elektropneumatisch. Het pijpwerk is open, zonder orgelkas.

## Grafkapellen
De grafkapellen van de kerk kwamen in twee verschillende bouwfasen tot stand. Het westelijke deel werd in 1681 opgericht, het oostelijke deel in 1739. Onder het oostelijke deel zijn nog oudere crypten van kapellen uit 1658 resp. 1648. Bekende beeldhouwers werkten aan de epitafen en de in nissen staan praalgraven.

## Afbeeldingen

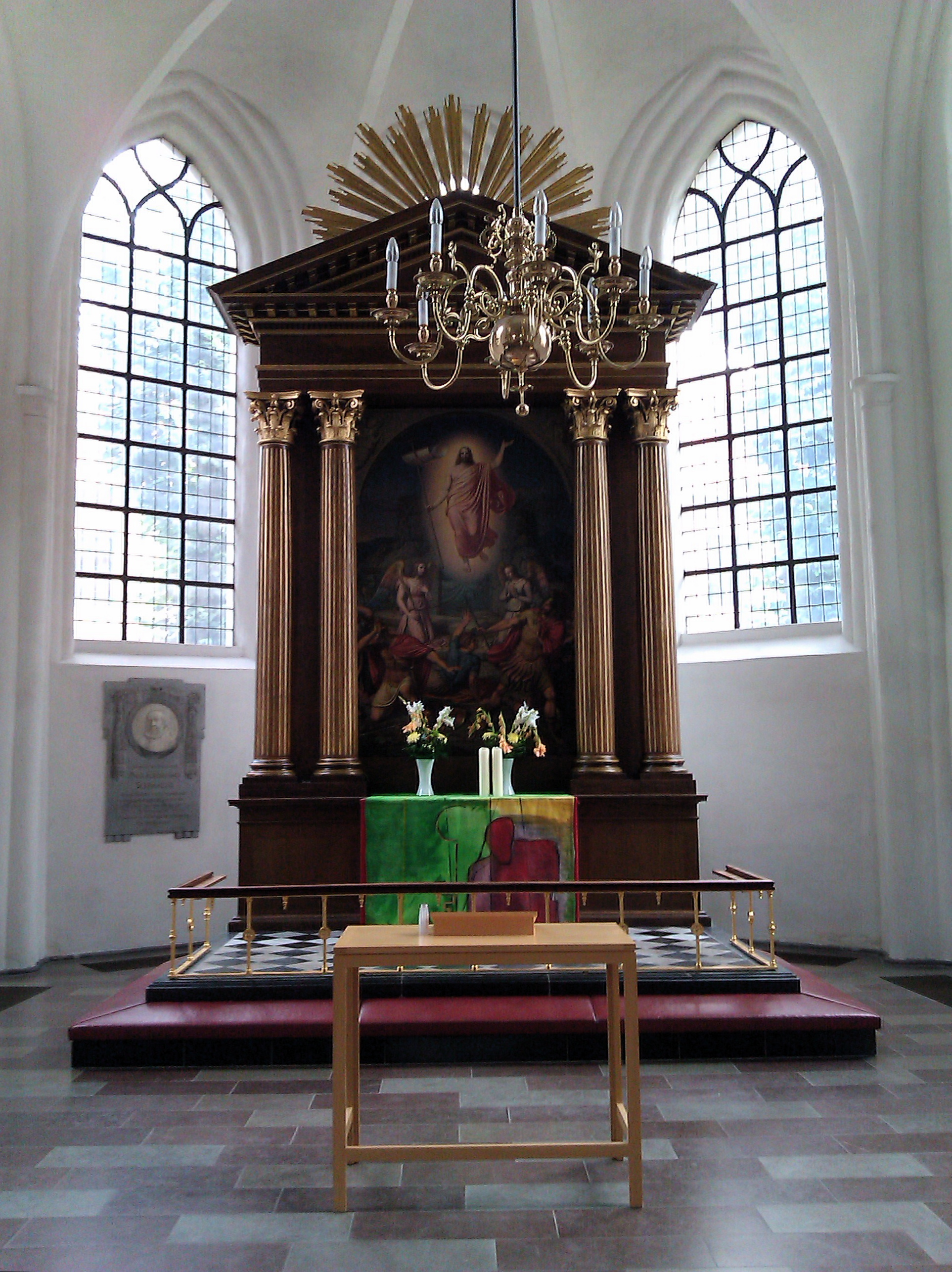
Altaar
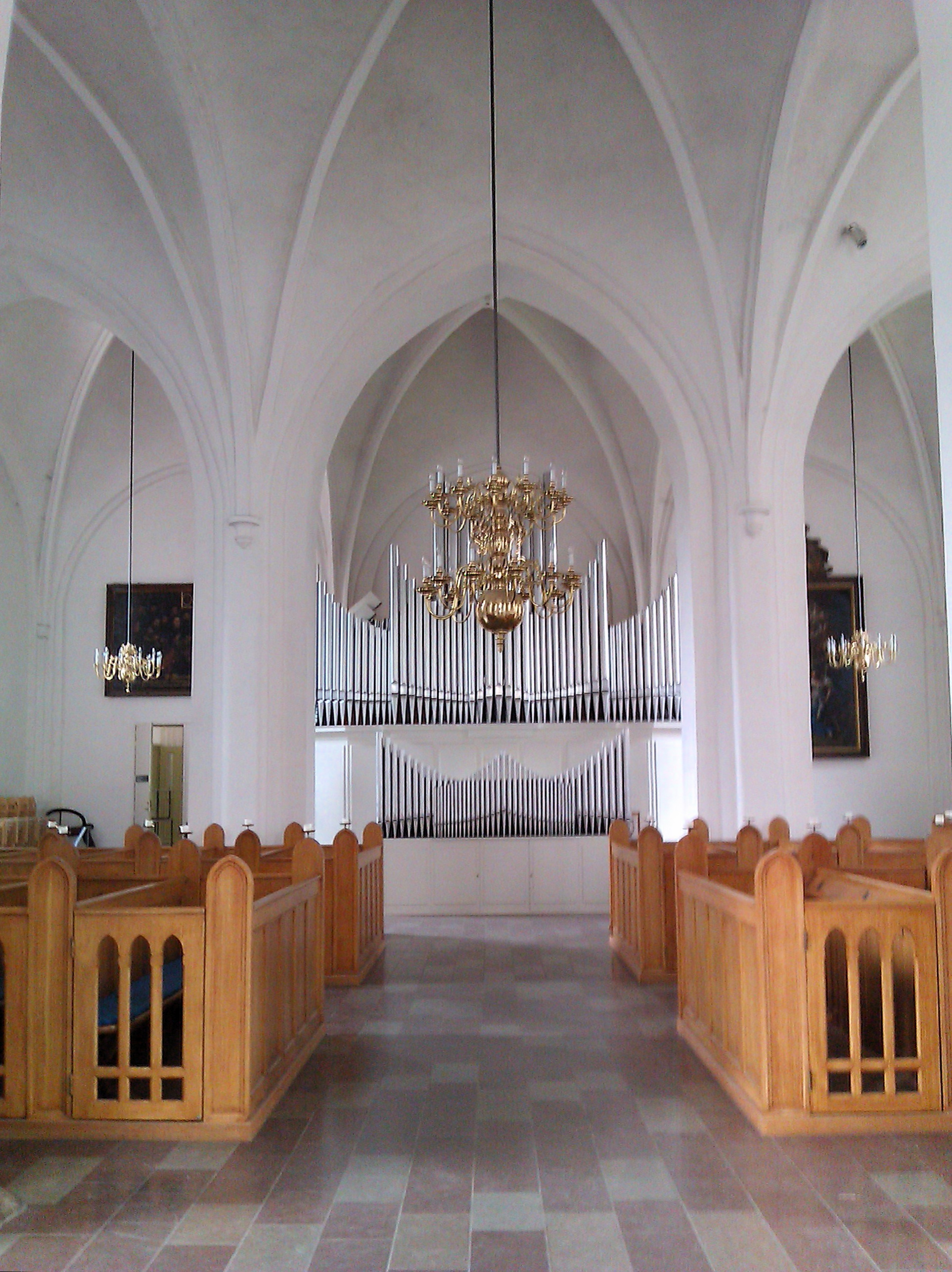
Kroonluchter en orgel
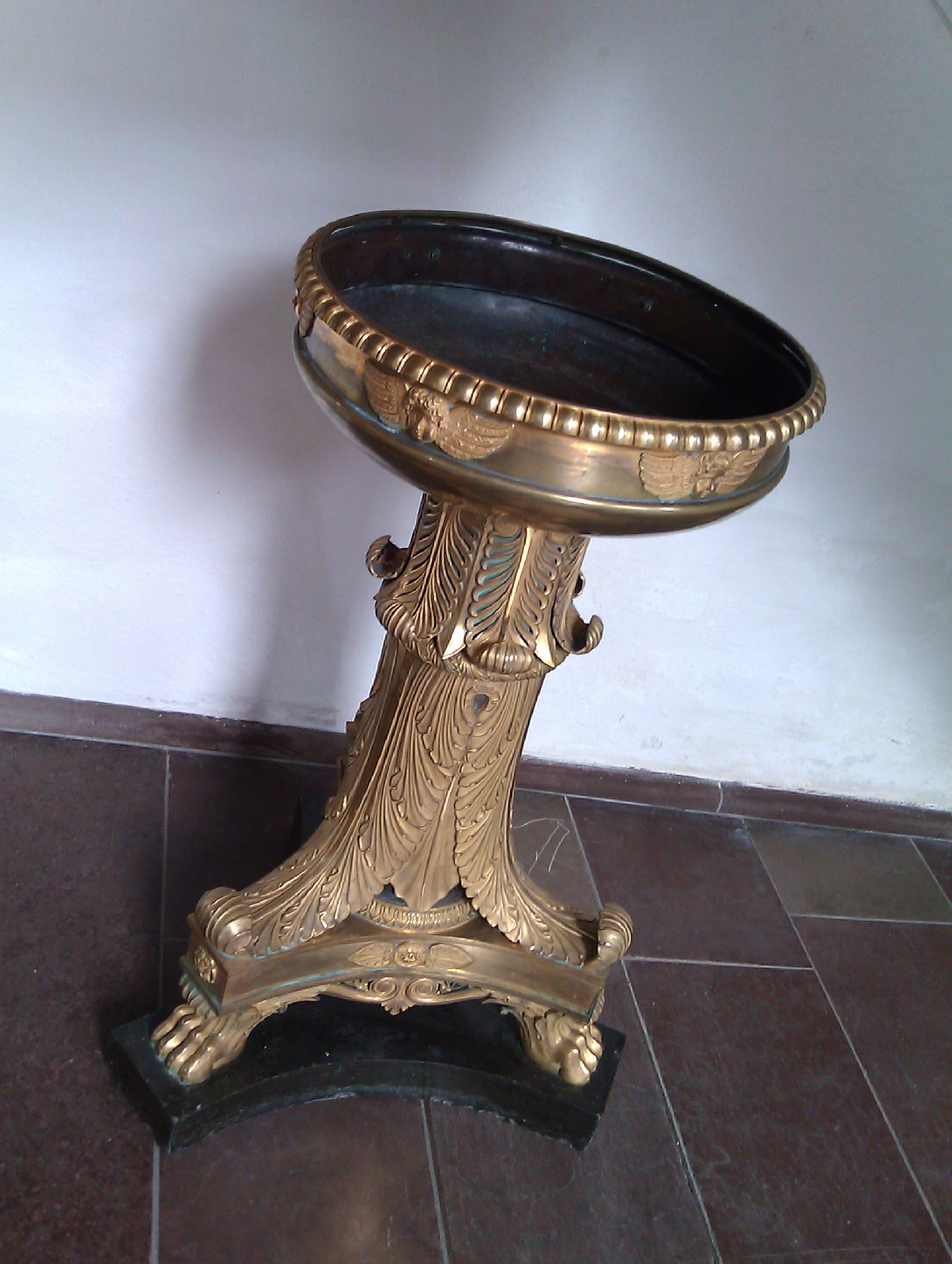
Doopvont (1830)
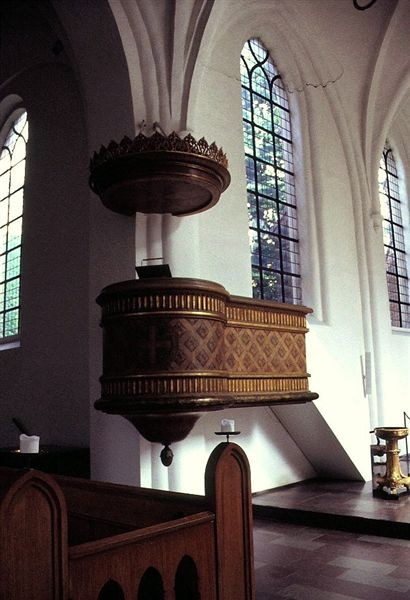
Preekstoel
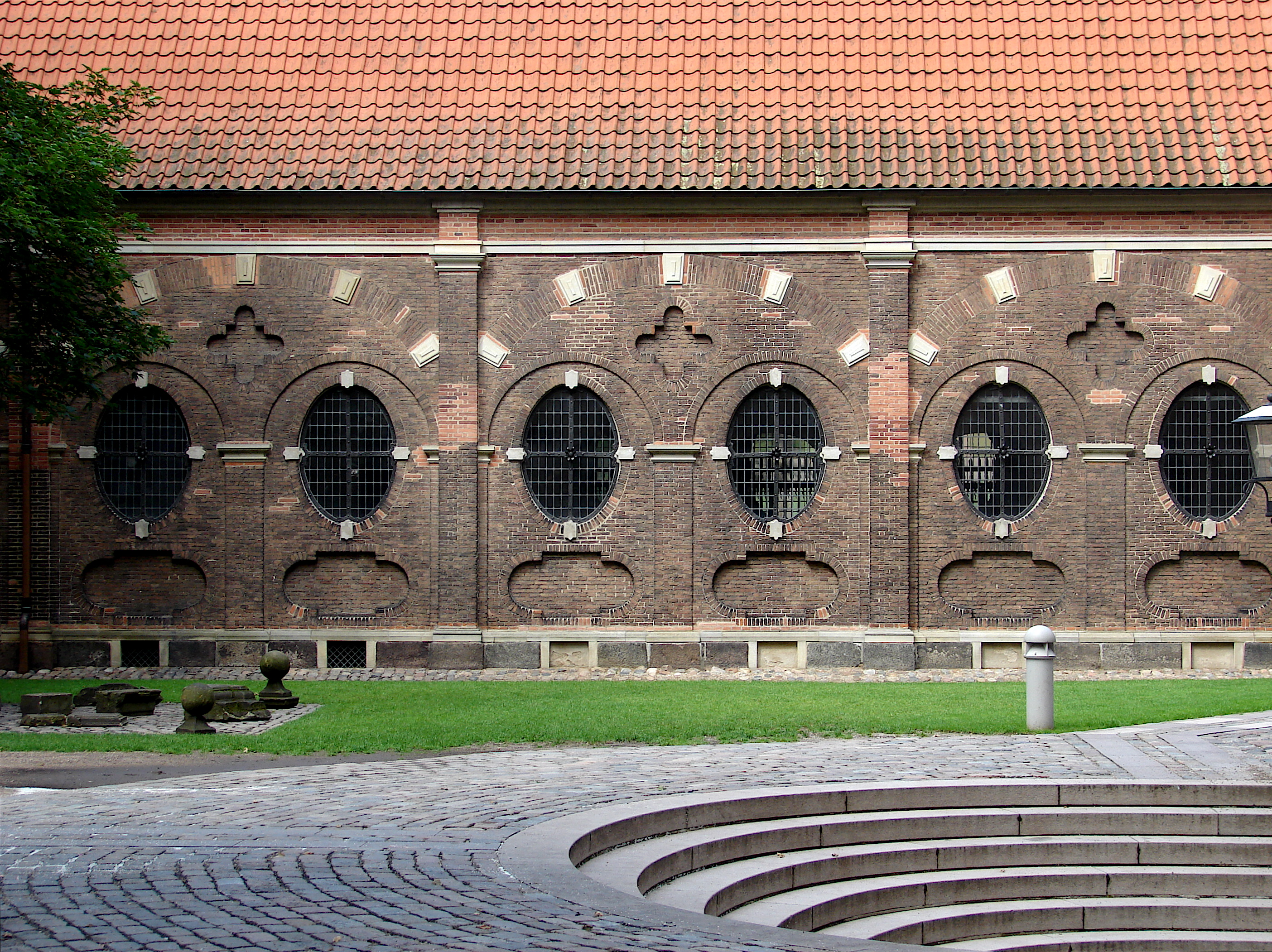
Grafkapellen